# Disorazol A1
Disorazol A1 ist ein cyclisches Polyketid aus der Gruppe der Naturstoffe. Es wurde 1994 in dem Myxobakterium Sorangium cellulosum (Stamm So ce12) neben zahlreichen weiteren Strukturvarianten entdeckt und daraus isoliert.

## Chemische Struktur
Seine chemische Struktur besteht aus einem makrocyclischen Ring und zwei Oxazolringen.
Disorazol A1 ist ein mengenmäßig bedeutender Vertreter der Disorazole und verkörpert deren grundlegenden Strukturelemente. Vom Disorazol A1 sind verschiedene Konfigurationsisomere beschrieben, die in nur geringen Mengen aus S. cellulosum So ce12 isoliert wurden:
- Disorazol A3:[S 1] 23E (9′E)
- Disorazol A4:[S 2] 25E (11′E)
- Disorazol A5:[S 3] 23E, 25E (9′E, 11′E)
- Disorazol A6:[S 4] 2E (5E)
- Disorazol A7:[S 5] 6,8 trans (9,10 trans)

Disorazol A2 trägt am C-20 (C-6′) eine Hydroxy- statt einer Methoxygruppe.

## Wirkungen
Disorazol A1 wirkt gegen viele Pilze und Säugetierzellen, nicht aber gegen Hefepilze.
Darüber hinaus zeigt die Substanz bereits in pikomolaren Konzentrationen starke krebshemmende Eigenschaften, indem sie den Mechanismus des Tubulinaufbaus behindert und die Zerstörung von Mikrotubuli auslöst. Infolgedessen kommt es zur Einleitung der Zellapoptose.

## Forschung

Chemische Struktur von Disorazol Z1

Disorazole können aufgrund ihrer extrem hohen Zytotoxizität und Instabilität nicht direkt klinisch als Arzneimittel eingesetzt werden, sind jedoch für die Entwicklung von Antikörper-Wirkstoff-Konjugaten interessant.
Die Totalsynthese verschiedener Vertreter ist beschrieben (Disorazol C1, „vereinfachtes“ Disorazol-Z-Analogon, Disorazol A1 und B1, (C-13)/C(13′)-Bis(desmethyl)disorazol Z) bzw. bekannt gegeben (Disorazol Z1). Die strukturell in der Z-Reihe zusammengefassten Vertreter wirken ebenfalls stark hemmend auf verschiedene Krebszelllinien.

## Externe Links zu erwähnten Verbindungen
1. ↑  Externe Identifikatoren von bzw. Datenbank-Links zu Disorazol A3:  CAS-Nr.: 158251-66-2, Wikidata: Q133884000.
2. ↑  Externe Identifikatoren von bzw. Datenbank-Links zu Disorazol A4:  CAS-Nr.: 158251-67-3, Wikidata: Q133884003.
3. ↑  Externe Identifikatoren von bzw. Datenbank-Links zu Disorazol A5:  CAS-Nr.: 158251-68-4, Wikidata: Q133884008.
4. ↑  Externe Identifikatoren von bzw. Datenbank-Links zu Disorazol A6:  CAS-Nr.: 158251-69-5, Wikidata: Q133884026.
5. ↑  Externe Identifikatoren von bzw. Datenbank-Links zu Disorazol A7:  CAS-Nr.: 158251-70-8, Wikidata: Q133884037.
6. ↑  Externe Identifikatoren von bzw. Datenbank-Links zu Disorazol A2:  CAS-Nr.: 158181-48-7, PubChem: 139587003, Wikidata: Q77519138.
7. ↑  Externe Identifikatoren von bzw. Datenbank-Links zu Disorazol C1:  CAS-Nr.: 158181-52-3, PubChem: 139585882, Wikidata: Q77494017.
8. ↑  Externe Identifikatoren von bzw. Datenbank-Links zu Disorazol B1:  CAS-Nr.: 158252-69-8, PubChem: 20786764, Wikidata: Q77572723.